# Pongolania
Pongolania is een geslacht van spinnen uit de  familie van de Phyxelididae.

## Soorten
- Pongolania chrysionaria Griswold, 1990
- Pongolania pongola Griswold, 1990